# Texans de Dallas (Arena)
Stade

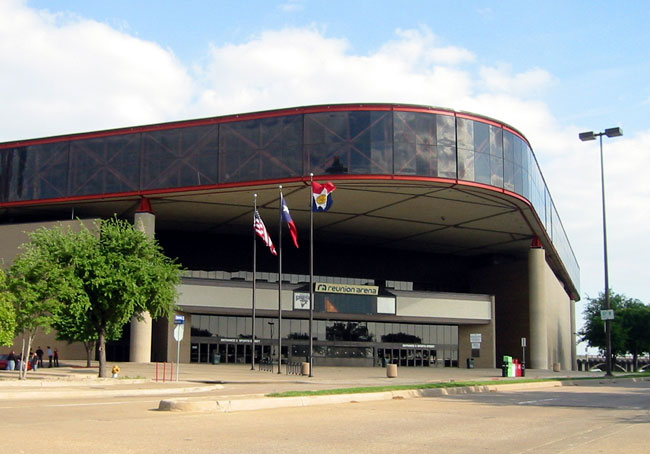
Les Texans de Dallas jouaient leurs matchs à domicile à la Reunion Arena

Les Texans de Dallas étaient une équipe de football américain en salle basée à Dallas, au Texas. Les Texans ont été fondés en 1990 et étaient membres de l'Arena Football League (AFL). L’équipe a joué pendant quatre saisons et a connu un succès relatif, participant aux playoffs trois saisons sur quatre. Ils ont disputé leurs matchs à domicile à la Reunion Arena, qu'ils ont partagé avec les Mavericks de Dallas de la National Basketball Association.

## Histoire

### 1990
En 1990, le propriétaire, H. Lanier Richey, introduit l'Arena Football League dans l'État du Texas pour la première fois. Richey nomme l'ancien Steeler de Pittsburgh, Ernie Stautner, premier entraîneur des Texans dans l'histoire de la franchise. Les Texans font du bruit en mai, lorsqu'ils échangent 4 joueurs avec les Firebirds d'Albany, contre l'ancien MVP Ben Bennett et l'ancien Ironman de l'année, Carl Aikens, Jr.. Stautner mène les Texans à un bilan de 6-2 en saison régulière et est nommé entraîneur de l'année par l'AFL. Les Texans se qualifient pour l’ArenaBowl leur première saison d’existence, perdant face au Drive de Détroit 51-27.

### 1991
En 1991, les Texans doivent remplacer l'entraîneur-chef Stautner (qui est parti pour un poste chez les Broncos de Denver) et le font en signant l'ancienne légende des Cowboys de Dallas, Drew Pearson. Avant le début de la saison, les Texans transfèrent Bennett aux Predators d'Orlando, après que Bennett ait exprimé son mécontentement auprès des Texans. L’équipe remplace Bennett par l’ancien running back de la NFL, Alfred Jenkins. Les Texans débutent au milieu du peloton avec un bilan de 3-2 pour les 5 premiers matchs, avant de terminer la saison 1-4 lors des 5 derniers matchs. Leur fiche de 4-6 n’est pas suffisante pour se qualifier pour les séries éliminatoires.

### 1992
Le 21 février 1992, Richey vend la franchise à Kent Kramer et Greg Gibson. Kramer remplace Pearson à la tête de l'équipe par John Paul Young, entraîneur adjoint des Red Raiders de Texas Tech. Les Texans terminent la saison 5-5 en remportant la division Ouest, mais comme Kramer ne prévoyait pas de match éliminatoire à domicile, les Texans n'ont pas l'argent nécessaire pour organiser un match et sont obligés de voyager. Les Texans se rendent à Albany, New York, pour jouer contre les Firebirds, où ils remportent une victoire de 48 à 45 pour se qualifier pour le 2e tour des séries éliminatoires. Les Texans perdent la semaine suivante contre le futur champion, le Drive de Détroit.

### 1993
En 1993, Young quitte les Texans pour occuper un poste d'entraîneur des linebackers aux Broncos de Denver. Kramer engage Jerry Trice, ancien assistant de Drive et des Firebirds, pour devenir le nouvel entraîneur-chef de l'équipe. Les Texans terminent la saison avec un score décevant de 3 à 9, mais ils se qualifient pour les playoffs, perdant au premier tour,. En octobre, les Texans sont exclus de l'AFL en raison de leur incapacité à satisfaire leurs besoins financiers.

### Futur de l'AFL à Dallas
En 2000, Jerry Jones obtient une franchise d’expansion à Dallas. Il envisage d'utiliser le surnom "Texans", mais a finalement choisi les Desperados de Dallas, jouant de 2002 à 2008. La dernière franchise (également disparue) de Dallas, les Vigilantes de Dallas était une équipe d'expansion indépendante des Texans ou des Desperados.

## Résultats saison par saison
| Saison | G  | P  | N | Classement final         | Playoffs                                                                    |
| ------ | -- | -- | - | ------------------------ | --------------------------------------------------------------------------- |
| 1990   | 6  | 2  | 0 | 2e                       | Victoire en demi-finale (Denver 26-25) Défaite ArenaBowl IV (Détroit 51-27) |
| 1991   | 4  | 6  | 0 | 6e                       |                                                                             |
| 1992   | 5  | 5  | 0 | 1er division ouest       | Victoire 1er tour (Albany 48-45) Défaite 2e tour (Detroit 57-14)            |
| 1993   | 3  | 9  | 0 | 3e conférence américaine | Défaite 1er tour (Detroit 51-6)                                             |
| Total  | 20 | 24 | 0 | playoffs inclus          | playoffs inclus                                                             |

## Les joueurs
| Joueur            | Position    | Université           |
| ----------------- | ----------- | -------------------- |
| Terry Bagsby      | FB/LB       | East Texas State     |
| Billy Bell        | DB          | Lamar                |
| Earl Bell         | OL/DL       | East Texas State     |
| Joe Brookins      | WR/DB       | East Texas State     |
| Mike Brown        | K           | Boston University    |
| Rod Brown         | WR/DB       | Oklahoma State       |
| Joe Campbell      | DE          | New Mexico St.       |
| David Chapman     | FB/LB       | East Texas State     |
| Steve Clarke      | OL/DL       | Houston              |
| Lincoln Coleman   | FB          | Notre Dame           |
| Gary Compton      | WR/LB       | East Texas State     |
| Douglas Craft     | WR/DB,DB,FB | Southern             |
| Bobby Duncum      | OL/DL       | Texas                |
| Duane Duncum      | OL/DL       | Texas                |
| Kelvin Edwards    | WR          | Liberty              |
| Terry Gray        | OG          | Baylor               |
| James Guidry      | QB          | Texas A&I            |
| Todd Hammel       | QB          | Stephen F. Austin    |
| Frank Harris      | OL/DL       | Northern Michigan    |
| Steven Harris     | WR/DB       | Houston              |
| Ted Hennings      | OL/DL       | Northern Illinois    |
| Ian Howfield      | K           | Tennessee            |
| Robin Jones       | OL/DL       | Baylor               |
| Robert Kirksey    | WR/DB       | Oklahoma State       |
| Greg Lewis        | WR/DB       | Texas A&M            |
| Billy Minor       | WR/LB       | East Texas State     |
| Sam Moore         | WR,WR/LB    | Sam Houston State    |
| Charles Perry     | OL/DL       | Texas Tech           |
| Dwayne Phorne     | OL/DL       | East Texas State     |
| Scott Segrist     | K           | Texas Tech           |
| Derrick Singleton | QB          | Kansas Wesleyan      |
| Norman Steele     | OL/DL       | New Mexico State     |
| Mike Striednig    | FB/LB       | Arizona              |
| Tyrone Thurman    | WR,WR/DB    | Texas Tech           |
| Darryl Tillman    | WR/DB       | Southern Mississippi |

### Arena Football League Hall of Fame
| Numéro | Joueur           | Année d'entrée | Position | Années avec les Texans |
| ------ | ---------------- | -------------- | -------- | ---------------------- |
| 5      | Ben Bennett      | 2000           | QB       | 1990                   |
| 84     | Carl Aikens, Jr. | 2000           | WR/DB    | 1990-1991              |

## Les entraîneurs
| Nom             | Terme | Saison régulière | Saison régulière | Saison régulière | Saison régulière | Playoffs | Playoffs | Récompenses          |
| --------------- | ----- | ---------------- | ---------------- | ---------------- | ---------------- | -------- | -------- | -------------------- |
|                 |       | G                | P                | N                | %                | G        | P        |                      |
| Ernie Stautner  | 1990  | 6                | 2                | 0                | .750             | 1        | 1        | Coach AFL de l'année |
| Drew Pearson    | 1991  | 4                | 6                | 0                | .400             | 0        | 0        |                      |
| John Paul Young | 1992  | 5                | 5                | 0                | .500             | 1        | 1        |                      |
| Jerry Trice     | 1993  | 3                | 9                | 0                | .250             | 0        | 1        |                      |